# Gargalianoi
Gargalianoi  (in greco Γαργαλιάνοι?) è un ex comune della Grecia nella periferia del Peloponneso di 9 083 abitanti secondo i dati del censimento 2001.
È stato soppresso a seguito della riforma amministrativa detta Programma Callicrate in vigore dal gennaio 2011 ed è ora compreso nel comune di Trifyllia.

## Località
Gargalianoi è diviso nelle seguenti comunità:
- Floka
- Gargalianoi
- Lefki
- Marathopoli
- Mouzaki
- Pyrgos
- Valta